# Tepi (sopka)
Tepi je s výškou 2728 m nejvyšší etiopská sopka. Její vrchol je pokryt několika sypanými kužely a krátery. Severně od hlavního masivu sopky leží tři satelitní vulkanická centra, seřazená v linii východ-západ. Tepi se nachází bokem, asi 300 km západně od hlavního sopečného řetězu, soustředěného podél etiopského riftového systému. Je tvořen převážně čedičovými horninami a přesto, že se nachází v tropické oblasti, nejsou na vulkanické stavbě pozorovat stopy masivnějšího zvětrávání, což poukazuje na jeho malé stáří. Tyto domněnky potvrzuje i výskyt horkých pramenů v okolí sopky.